# Ateleiosi
Ateleiosi o ateliosi è un termine utilizzato agli inizi del Novecento per descrivere le persone con bassa statura.
Ateliosi significa letteralmente "incapacità di raggiungere la perfezione" ed era usato per descrivere il nanismo armonico. Può trattarsi di nanismo associato a carenze dell'ipofisi anteriore, caratterizzato da intelligenza e proporzioni essenzialmente normali sebbene spesso con sviluppo sessuale ritardato.
Il termine è stato reso popolare da Hastings Gilford, che lo ha utilizzato per riferirsi a forme di nanismo: fu segnalata nel 1904 in relazione alla progeria, una sindrome da invecchiamento precoce.
Le caratteristiche fisiche includono: lineamenti facciali normali, voce acuta infantile, corpo proporzionato e genitali anormali; lo sviluppo mentale è da normale o leggermente ritardato.